# Elsenborn

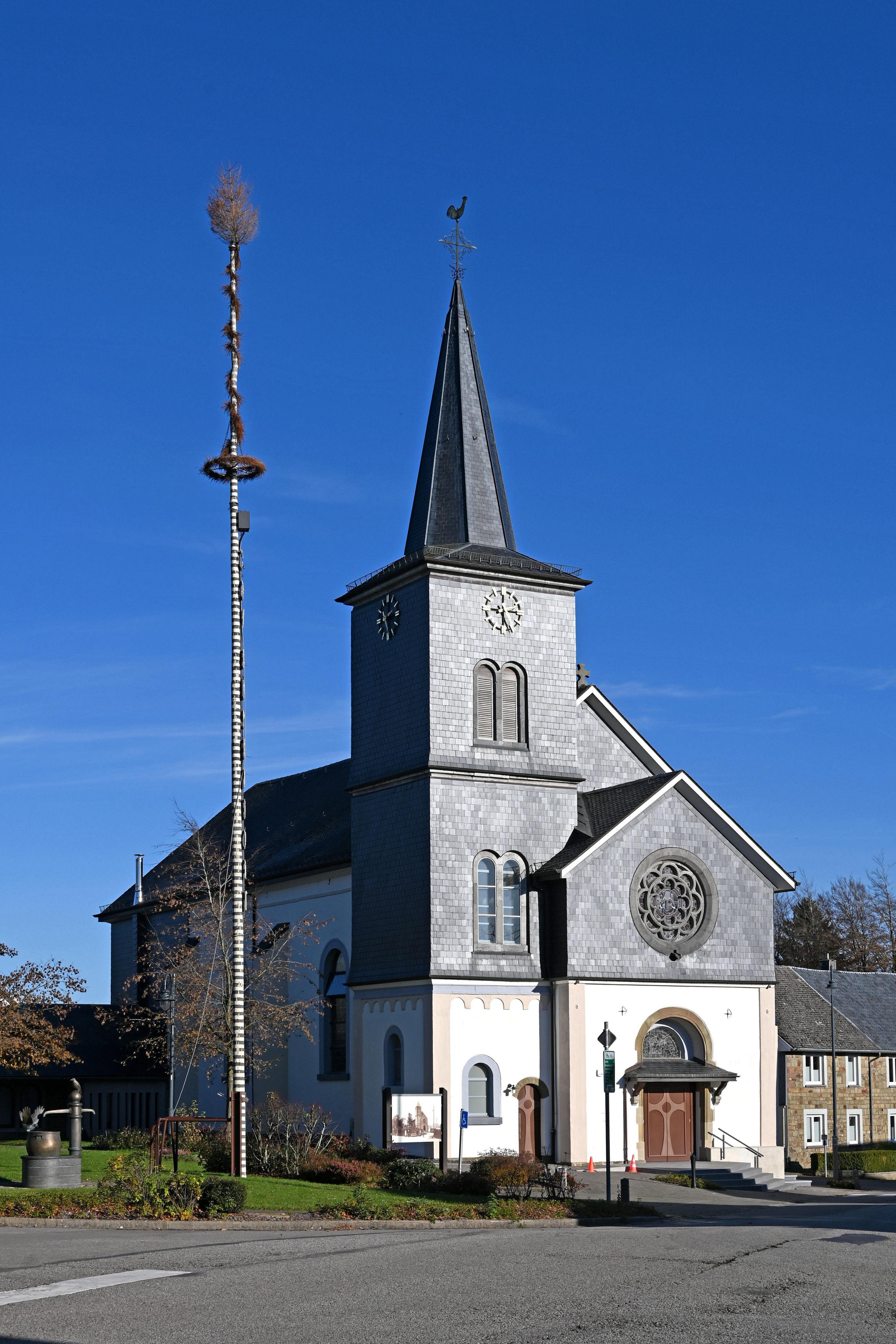
St. Bartholomäus

Elsenborn ist ein Dorf in Belgien und seit der Gemeindefusion von 1977 ein Ortsteil der Gemeinde Bütgenbach in der Deutschsprachigen Gemeinschaft. Der Ort zählt 941 Einwohner (2019).

## Lage
Elsenborn liegt am Rande des Hohen Venns rund drei Kilometer nördlich von Bütgenbach. Der nächstgelegene deutsche Ort ist das nördlich gelegene Kalterherberg. Die direkte Straßenverbindung dorthin, ehemals Teil der Aachen-Trierer Landstraße, ist gesperrt. Mit rund 635 m Höhe ist es der höchstgelegene Ortsteil der Gemeinde. Die Nationalstraße 647 schließt den Ort an den überörtlichen Verkehr an.

## Geschichte
Der Name des Ortes tauchte erstmals im Jahre 1352 auf, als Beatrix von Elsenborn sich mit Heinrich von Steffenshausen vermählt. Das Burghaus ist abgegangen. Im Feuerstättenverzeichnis von Bütgenbach aus 1501 hatte der Ort 18 Häuser. 1688 wurde die erste Kapelle erbaut. Sie stand auf dem heutigen Friedhof. Die heutige Kirche stammt von 1840.
Das Gebiet gehörte zum Herzogtum Luxemburg als es 1795 unter Französische Herrschaft kam, es wurde infolge des Wiener Kongresses 1815 zu Preußen gegeben und gehörte fortan zum Kreis Malmedy im Regierungsbezirk Aachen. Nach dem Ersten Weltkrieg wurden im Rahmen des Versailler Vertrages die Grenzen neu gezogen und Elsenborn fiel am 10. Januar 1920 an Belgien.
Bis zur Gemeindefusion 1977 war Elsenborn eine eigenständige Gemeinde, zu der auch die Orte Küchelscheid, Leykaul und Nidrum gehörten.

## Tourismus
- Herba Sana einer der bedeutenden öffentlich zugänglichen Heilpflanzengärten Europas.
- Sport-, Ski- und Kulturzentrum Herzebösch

## Rundfunk
Der deutschsprachige Rundfunksender Radio 700 hat seinen Sitz in Elsenborn.

## Truppenübungsplatz

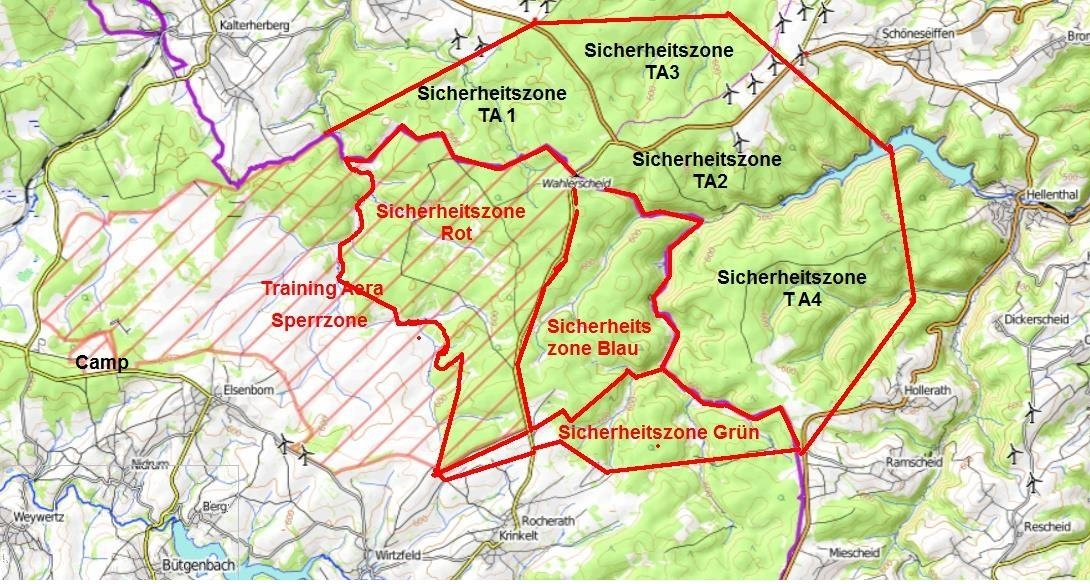
Lage Truppenübungsplatz Elsenborn

Nördlich von Elsenborn befindet sich ein 28 km² großer Truppenübungsplatz, der 1895 für das VIII. preußische Armee-Korps angelegt wurde, zu einer Zeit als Elsenborn Teil der preußischen Rheinprovinz und damit Teil des Deutschen Kaiserreichs war. Seit 1920 steht er unter belgischer Militärverwaltung, nur unterbrochen von 1940 bis 1945, als die deutsche Wehrmacht den Platz besetzte. Er diente anfangs Artillerie- und Kavallerieeinheiten und wurde später allen Waffengattungen zugänglich gemacht. Heutzutage wird der Truppenübungsplatz von belgischen und ausländischen Armeen u. a. im Rahmen gemeinsamer Manöver genutzt sowie von NATO-Soldaten, die auf ihre Einsätze in Asien, Afrika, Ex-Jugoslawien und anderen Krisenherden der Welt vorbereitet werden.
Die Bevölkerung aus der Umgebung profitiert seit Anbeginn bis heute maßgeblich von der Einrichtung des Übungsplatzes, da durch diesen die Geschäfte, Lokale und Dienstleister im Ort beachtlichen Aufschwung erlebten und zahlreiche zivile Arbeitsplätze im Lager entstanden sind. Außerdem wurde die Infrastruktur innerhalb und außerhalb des Ortes verbessert und die Gemeinde für jeden Sperrtag mit einer beträchtlichen Abfindung entschädigt.
Große Flächen des Truppenübungsplatzes sind darüber hinaus im Rahmen der Fauna-Flora-Habitat-Richtlinie als Natura-2000-Schutzgebiete ausgewiesen und stehen unter entsprechender Beobachtung und Pflege.

## Persönlichkeiten
- Bernhard Willems (1880–1972), Historiker und Lehrer
- Pascal Langer (* 1977), Skilangläufer und Biathlet